# 대한민국 민법 제606조
대한민국 민법 제606조는 대물대차에 대한 민법 채권법 조문이다.

## 조문
제606조(대물대차) 금전대차의 경우에 차주가 금전에 갈음하여 유가증권 기타 물건의 인도를 받은 때에는 그 인도시의 가액으로써 차용액으로 한다.

第606條(代物貸借) 金錢貸借의 境遇에 借主가 金錢에 가름하여 有價證券 其他 物件의 引渡를 받은 때에는 그 引渡時의 價額으로써 借用額으로 한다.

## 참고 문헌
- 오현수, 일본민법, 진원사, 2014. ISBN 978-89-6346-345-2
- 오세경, 대법전, 법전출판사, 2014 ISBN 978-89-262-1027-7
- 이준현, LOGOS 민법 조문판례집, 미래가치, 2015. ISBN 979-1-155-02086-9

## 같이 보기
- 대물대차